# Campanya de Kirkuk i Mossul
La campanya de Kirkuk i Mossul foren les operacions militars de Tamerlà en aquestes zones el 1393, on totes les ciutats i regions es van sotmetre sense lluita.
A l'inici de l'atac a Tikrit (17 de novembre de 1393) es van presentar a Timur el príncep Yarali de Mossul i el Shaik Ali Oirat d'Arbela que es van postrar als peus de Timur i li van oferir regals (9 de cada segons la tradició).
Conquerida Tikrit el 8 de desembre, Timur va decidir marxar cap al Diyar Bakr la capital del qual era la ciutat d'Amida (Armènia) anomenada pels àrabs i turcs com Diyar Bakr (Diyarbakr o Diyarbakir). Cap a la zona fou enviat per endavant Miran Shah per sotmetre la zona del Tigris. Timur va fer córrer el rumor que tornava a Samarcanda i va fer construir un pont de vaixells al riu que va creuar com si abandonés el país. Després va agafar dos homes d'elit de cada 12 i va retornar deixant la resta de l'exèrcit a càrrec d'Osman Bahadur, al que li va encarregar l'equipatge i anar-lo seguint dissimuladament. A Ardeshir Tavachi li va donar la lloctinència general de l'exèrcit. Muhammad Sultan, Kay al-Din Terkhan i Utx Kara Bahadur es van quedar amb l'equipatge.
Va passar per Kuk i després per Kirkuk que se li van sotmetre respectuosament. Kirkuk fou donada en senyoria perpetua a Ali Mossuli; altres senyors de la zona es van sotmetre igualment (Czal Mirali Oirat, Pirali i Jahangir) i no van tardar a seguir nombrosos prínceps locals de les diverses comarques i governadors de les ciutats; en especial el príncep d'Altun Kupruk. A tots els va rebre be i els va fer regals. D'allí va sortir el 17 de desembre de 1393 i va anar a Arbela on el príncep Shaykh Ali Oirat el va rebre majestuosament.
L'endemà va seguir i a la nit va acampar a la riba del Gunazab. Dos dies després fou passat nadant o a cavall arribant tot seguit a Mossul on va visitar les tombes dels profetes Jonas i Jordi.
Mentre el príncep Miran Shah havia fet la conquesta de les ciutats i terres a la vora del Tigris i es va reunir amb el seu pare a Mossul. El príncep de Mossul, Yarali, va oferir un banquet sumptuós (mes del que podia).